# Andanças de Ciganos
O Grêmio Recreativo Social Escola de Samba Andanças de Ciganos é uma escola de samba da cidade de Manaus, no estado brasileiro do Amazonas. A escola foi criada na década de 1970, ainda como um bloco carnavalesco, e desde o início tinha um perfil universitário e familiar, com a proposta de realizar enredos politicamente engajados. Seu bairro de origem, e onde está atualmente localizada sua quadra, é a Cachoeirinha.

## História
A origem da Andanças de Ciganos remete ao Bloco do Macacão, criado em 1974. Algumas fontes remetem ao seu ano de fundação como 1975. Há divergências sobre se o Bloco apenas trocou de nome, ou se foi extinto, para a posterior criação da Andanças, mas o fato é que apenas em 1976 a agremiação adquiriu este nome, mas ainda como bloco. Há divergências também quando à origem deste nome: uma das hipóteses é que seria uma referência ao fato de o bairro da Cachoeirinha, onde a escola foi fundada e mantém sua quadra, ter sido palco de acampamentos de ciganos, durante os anos 70. Outra hipótese é que seria uma referência, por parte de seus fundadores, à canção Andanças, famosa na época.
A agremiação permaneceu como um bloco por um total de oito anos, vencendo os carnavais de 1976, 77, 78, 79 e 1980, e sendo vice-campeã em 1981 e 1982. Apenas em 1984 passou a desfilar com escola de samba, ano em que foi campeã juntamente com outras três escolas. Após o cancelamento do Carnaval de 1991, a escola entrou em inatividade por seis anos, retornando aos desfiles apenas em 1998, no Grupo 1 da União Cultural.
Durante os anos 2000, foi campeã do Grupo 1 em quatro oportunidades: 2000 (junto à outras três agremiações), 2003, 2005 e 2006, no entanto, o Carnaval de Manaus não possuía previsão de ascensão e rebaixamento.
Apenas em 2008, após o vice-campeonato do Grupo de Acesso, finalmente ascendeu ao Grupo Especial. Ficou em último lugar no ano seguinte, e após uma confusão jurídico-administrativa, em que tanto a Ciganos, quanto a Presidente Vargas discordavam dos critérios de ascensão e rebaixamento, ambas acabaram ficando de fora do Carnaval 2010.
Em 2011, a Andanças retornou a desfilar pelo Grupo Especial em 2011, porém acabou rebaixada. Dois anos depois, sagrou-se campeã do Grupo de Acesso A, ascendendo novamente. Em 2014, junto a outras sete escolas, foi declarada campeã do Grupo Especial, já que não houve abertura das notas por decisão conjunta de todas as agremiações em razão de problemas ocorridos antes e durante os desfiles.
No ano de 2015, levou para avenida a história do guerreiro manaó Ajuricaba, permanecendo na elite carnavalesca ao ficar em 7° lugar. Já em 2016, fechou os desfiles falando da divina criação da luz e a formação das cores,ainda homenageou os vários artistas amazonenses. Em 2017, reeditou o enredo vice-campeão de 1987 sobre os deuses da mitologia grega. No ano seguinte, abordou a história da cachaça.
Em 2024, a agremiação defendeu o samba-enredo “Sofia – A arte da sabedoria”. Figuras mitológicas invadiram o Sambódromo de Manaus. A escola trouxe a mistura do passado e presente, trazendo personalidades que fizeram história por conta da sabedoria e inteligência.  Ficou na terceira colocação com 265.8. 

## Segmentos

### Presidentes
| Período          | Presidente              | Ref.  |
| ---------------- | ----------------------- | ----- |
| ? - ?            | Tomé de Medeiros Raposo | [ 8 ] |
| 1998 - 2005      | Édson Jaburu            |       |
| 2006 - 2007      | Phebba                  |       |
| 2008- atualidade | Wilsinho Benayon        | [ 9 ] |

### Diretores
| Ano  | Diretor de Carnaval | Diretor geral de harmonia | Mestre de bateria | Ref.          |
| ---- | ------------------- | ------------------------- | ----------------- | ------------- |
| 2016 | Wagno Oliveira      |                           | Kléber Sahdo      | [ 10 ] [ 11 ] |
| 2017 | COMISSÃO            |                           | MESTRE BIJU       | [ 10 ] [ 11 ] |
| 2018 | VILSON BENAYON      |                           | MESTRE BIJU       | [ 10 ] [ 11 ] |

### Casal de Mestre-sala e Porta-bandeira
| Ano  | Nome                           | Ref.   |
| ---- | ------------------------------ | ------ |
| 2016 | Marcos Sahdo e Naruna Sahdo    | [ 12 ] |
| 2017 | Stanio Silva e Dyandra Paula   |        |
| 2018 | Stanio Silva e Silvia Marques  |        |
| 2019 | Stanio Silva e Esterfany Silva |        |
| 2020 | Ulisses Aquino e Dyandra Paula |        |

### Corte
| Ano  | Rainha           | Madrinha     | Musa          | Ref.   |
| ---- | ---------------- | ------------ | ------------- | ------ |
| 2015 | Nadara Zaranda   |              |               | [ 13 ] |
| 2016 | Mariana Gabriela | Vanessa Lima | Rayssa Santos | [ 14 ] |
| 2017 | Rayssa Santos    |              |               |        |
| 2018 | Rayssa Santos    |              |               |        |

## Carnavais
| Ano                                           | Colocação         | Grupo    | Enredo | Carnavalesco                     | Intérprete       | Ref           |
| 1984                                          | Campeã            | Especial | |                                  |                  | [ 15 ]        |
| --------------------------------------------- | ----------------- | -------- | --- | -------------------------------- | ---------------- | ------------- |
| 1985                                          | Vice-Campeã       | Especial | Caprichoso e Garantido |                                  |                  |               |
| 1986                                          | 4º lugar          | Especial | O Amazonas, Sua História e Suas Lendas Compositores: Duda e Alvadir                                                                      |                                  |                  | [ 16 ]        |
| 1987                                          | Vice-Campeã       | Especial | A festa dos deuses no Carnaval dos Ciganos Compositores:Saint-Clair, Duda, Zeca e Alvadir                                                |                                  |                  | [ 17 ]        |
| 1988                                          | 4º lugar          | Especial | O Grande Baile Compositores:Saint-Clair, Chicão, Edmundo Soldado e Paulo Onça                                                            |                                  |                  | [ 8 ]         |
| 1989                                          | 4º lugar          | Especial | Rei Por um Dia Compositores: Gibi e Nino                                                                                                 |                                  |                  | [ 18 ]        |
| 1990                                          | 5º lugar          | Especial | A Volta Por Cima Compositor:David Corrêa                                                                                                 |                                  |                  | [ 19 ]        |
| 1991                                          | Não houve desfile | Especial | Raízes Ciganas Compositores:Amim, Bicudo e Djalma Falcão                                                                                 |                                  |                  | [ 20 ]        |
| Não desfilou de 1992 a 1997                   |                   |          | |                                  |                  |               |
| 1998                                          | 5º lugar          | Especial | Magia Tropical Compositores:Cláudio Muneyme, Janser Jr, Marinho Saúba, Gordo do pagode e Edmundo Soldado                                 |                                  |                  | [ 21 ]        |
| Não houve desfile oficial no Grupo 01 em 1999 |                   |          | |                                  |                  |               |
| 2000                                          | Campeã            | Grupo 1  | |                                  |                  |               |
| 2001                                          |                   | Grupo 1  | Quem Come Jaraqui, Não Sai Mais Daqui – A Fantástica Viagem Sobre a Culinária Amazonense                                                 |                                  |                  |               |
| 2002                                          | Vice-Campeã       | Grupo 1  | Tudo é Carnaval |                                  |                  |               |
| 2003                                          | Campeã            | Grupo 1  | Baile de Máscaras |                                  |                  |               |
| 2004                                          | 3º lugar          | Grupo 1  | Ciganos: 30 Anos de Folia e Alegria Autor do Enredo: Simão Pessoa. Compositores: Madureira, Maurício Varela, Ivan Mendonça e Chico Bossa |                                  | Douglas de Jesus | [ 22 ]        |
| 2005                                          | Campeã            | Grupo 1  | Ciganeando Eu Vou Autor do Enredo: Daniel Sales. Compositores: Iomar Japonês e parceria                                                  |                                  |                  |               |
| 2006                                          | Campeã            | Grupo 1  | Nas Andanças com Amor e Emoção Bate Forte Coração                                                                                        |                                  |                  |               |
| 2007                                          | Vice-Campeã       | Acesso   | Uma Aventura da História do Fogo |                                  |                  |               |
| 2008                                          | Vice-Campeã       | Acesso   | 3º Milênio e a Andanças de Ciganos Anunciam: Consciência - o 5º Elemento Contra o Aquecimento Global                                     |                                  |                  |               |
| 2009                                          | 10º lugar         | Especial | Das Andanças que Fiz, Riquezas Busquei. Itacoatiara Pedra Pintada, Encontrei                                                             | Chermo Fernandes e Ednelza Sahdo |                  | [ 23 ]        |
| Não desfilou em 2010                          |                   |          | |                                  |                  |               |
| 2011                                          | 9º lugar          | Especial | Flor Matizada que deu origem a Manacapuru, hoje Princesinha do Solimões                                                                  |                                  |                  |               |
| 2012                                          | Vice-Campeã       | Acesso A | De janeiro a janeiro no calendário brasileiro                                                                                            |                                  |                  |               |
| 2013                                          | Campeã            | Acesso A | São Jorge, Guerreiro da Fé |                                  |                  | [ 3 ]         |
| 2014                                          | Campeã            | Especial | Vou as compras que legal! Meu Destino é a Marechal! Compositores:Betinho Filho, Alfredo Neto,Malheiros Jr. e Allan Bayma                 | Marco Sahdo                      | Agnaldo do Samba | [ 24 ]        |
| 2015                                          | 7º lugar          | Especial | No clamor do seu povo desperta o guerreiro esquecido, Ajuricaba o herói Manaó                                                            | Marco Sahdo                      |                  |               |
| 2016                                          | 4º lugar          | Especial | A perfeição das cores sob o olhar pitoresco do imaginário                                                                                |                                  |                  | [ 9 ]         |
| 2017                                          | 6° lugar          | Especial | Na festa dos Deuses, os Ciganos fazem o Carnaval                                                                                         |                                  |                  |               |
| 2018                                          | 7º lugar          | Especial | Em Minhas Andanças Encontrei a Cachaça que Sempre Sonhei Compositores: Nilsandro, Jadson Nobre e cia                                     |                                  | Ala musical      |               |
| 2019                                          | 5º lugar          | Especial | O Sonho de ser um Milionário |                                  |                  |               |
| 2020                                          | 4º lugar          | Especial | Leite: O líquido da vida no deleite do carnaval                                                                                          |                                  |                  | [ 25 ]        |
| 2023                                          | 4º lugar          | Especial | Não deixe o samba morrer, não deixe a cultura acabar, o povo cigano clama: Salve a cultura popular                                       |                                  | Tuninho Jr       | [ 26 ] [ 27 ] |
| 2024                                          | 3º lugar          | Especial | Sofia – A arte da sabedoria | Jorge Ricardo                    | Tuninho Jr       |               |
| 2025                                          |                   | Especial | Gênesis |                                  |                  |               |